# Електрорезистивна томографія
Електрорезистивна томографія — група методів електророзвідки родовищ корисних копалин, які базуються на вивченні постійних електричних полів, які створюються в земній корі за допомогою точкових або дипольних джерел. Установка для роботи методом опору складається з двох живильних заземлень, через які в ґрунт пропускається постійний струм, і двох вимірювальних заземлень, між якими вимірюється різниця потенціалів. За цією різницею і амперажем підраховується уявний опір відкладів, які складають геологічний розріз. Мета — пошук родовищ нафти і газу, вирішення інженерно-геологічних завдань, пошук підземних вод і рудних родовищ.